# 日本人權
日本在政體上是君主立憲制國家。根據法務省的數據，法務局辦公室和公民自由志願者在2003年一共處理了359971項與人權相關的投訴和18786項涉嫌侵犯人權的報告。這些案件大部分最終在法院被解決。

## 主要問題
日本憲法第14條保障男女平等。全職工作的婦女的比例在20世紀80年代和90年代初期穩步增長。國會在1985年通過了一個法律，保障了男女就業機會平等，增進了婦女的權利。但即使有法律上的強制保障，婦女的就業權利仍然得不到有效保護，雇主的歧視也不會對其採取任何懲罰措施。不過，因為這項法律，幾個在法院受理的關於婦女爭取退休年齡的訴訟中，法院支持了控方。
日本的刑事司法制度受到了一些批評。日本警方有權對嫌疑人進行長時間拘留。雖然據可查報導刑訊很少，但是警察對犯罪嫌疑人進行心理壓力強迫其坦白。在他們被關押的期間，被進行被評論家認為是不必要的過度盤問，儘管審訊中他們都供認。在一些案例中，法院承認供認是被強迫的，並下令警方釋放相關嫌疑人。日本法院在過去的定罪率高達99%甚至更多，但由於近年來法律的修改，數量已經開始下降。在英美法系國家，法庭實行陪審團制度，這一點被認為沒有得到公正審判。在大陸法系國家，由法官來決定判決結果，這是很常見的。日本實行死刑，因此成為聯合國、歐盟和幾個著名的非政府組織的關注對象。
由於日本社會深受儒家思想影響，就傳統而言不尊重青少年和兒童的權利和尊嚴。它造成的結果就是在社會中青少年和兒童經常受到來自學校，社會組織以及家庭中長輩的虐待和欺凌。儘管日本社會的大多數人都以自己的傳統體系而感到驕傲，但也有不在少數的人不認同這個制度。

## 慰安妇问题
在第二次世界大战期间被迫成为日军“慰安妇”的妇女们提起的几起诉讼于2004年结案。2004年2月，东京高等裁判所驳回了7名台湾前慰安妇的上诉；11月，最高法院驳回了35名韩国战时“慰安妇”于1991年提起的损害赔偿诉讼。2004年12月，东京高等法院驳回了4名中国前“慰安妇”的上诉，最高法院驳回了1993年46名菲律宾战时“慰安妇”提起的诉讼。

## 外部連結
- The Japan Children's Rights Network （页面存档备份，存于）
- Equal Employment Opportunity Law
- Censorship in Japan
- AHRC articles, including urgent appeals, statements and open letters into Japanese. Other related human rights documents （页面存档备份，存于）
- Japan Civil Liberties Union Subcommittee for the Rights of Foreigners
- Text of the International Convention on the Elimination of All Forms of Racial Discrimination UN OHCHR
- Polite Japan's dark underbelly （页面存档备份，存于）